# Sielsowiet Zajamno
Sielsowiet Zajamno (biał. Заямнаўскі сельсавет, Zajamnauski sielsawiet; ros. Заямновский сельсовет) – sielsowiet na Białorusi, w obwodzie mińskim, w rejonie stołpeckim, z siedzibą w Zajamnie.

## Demografia
Według spisu z 2009 sielsowiety Zajamno i Słoboda zamieszkiwało 3317 osób, w tym 2995 Białorusinów (90,29%), 147 Rosjan (4,43%), 146 Polaków (4,40%), 17 Ukraińców (0,51%), 5 osób innych narodowości i 7 osób, które nie podały żadnej narodowości.
Do 2019 liczba ludności spadła do 2829 osób. Największymi miejscowościami były wówczas Zajamno (849 mieszkańców), Zadworie (479 mieszkańców), Ściecki (458 mieszkańców), Słoboda (359 mieszkańców), Jabłonówka (202 mieszkańców) i Jaczno (177 mieszkańców). Liczba ludności żadnej z pozostałych miejscowości nie przekraczała 95 osób.

## Geografia i transport
Sielsowiet położony jest na Równinie Stołpeckiej, w środkowej części rejonu stołpeckiego. Z trzech stron otacza miasto Stołpce. Największą rzeką jest płynący jego granicą Niemen.
Przez sielsowiet przebiegają linia kolejowa Moskwa – Mińsk – Brześć, droga magistralna M1 oraz drogi republikańskie R2 i R54.

## Historia
30 października 2009 do sielsowietu Zajamno przyłączono w całości likwidowany sielsowiet Słoboda.

## Miejscowości
- agromiasteczka:
  - Słoboda
  - Zajamno
- wsie:
  - Bochany
  - Jabłonówka
  - Jaczno
  - Konkołowicze
  - Kuczkuny
  - Odceda
  - Orciuchy
  - Ściecki
  - Zadworie